# Natura 2000-område nr. 160 Nordlige del af Sorø Sønderskov
Natura 2000-område nr. 160 Nordlige del af Sorø Sønderskov  er et Natura 2000-område der består af habitatområde  nr. H141  og  har et areal på  81 hektar.  Hovedparten  af området er privatejet fredskov.  Natura 2000-området ligger   i Vandområdedistrikt II Sjælland  i vandplanomåde 2.5 Smålandsfarvandet  i Sorø Kommune.

## Områdebeskrivelse
Området udgøres af skovområdet tæt på Sorø by i den nordlige del af Sorø Sønderskov. 
Skoven er domineret af løvskov i varierende alder. Området er gennemskåret af Flommen - en
skoveng, der ikke er inkluderet i Natura 2000-området. 
Udpegningen til Natura 2000-område er på baggrund af at den er levested for den sjældne bille
eremit, som lever i gamle, delvist hule træer med solbeskinnede trækroner og stammer. Eremit er
en prioriteret art i EU, dvs. at Danmark har et særligt ansvar for at beskytte denne art.
I den sydlige del af Natura 2000-området findes et større område med den prioriterede skovnaturtype, elle- og askeskov.
Desuden er der arealer med bøg på muld og ege-blandskov.
Området er, sammen med Flommen, omfattet af en  127 hektar stor naturfredning fra 1952.